# Ames
Ames je město nacházející se ve střední části amerického státu Iowa v okrese Story asi 48 km severně od Des Moines. V roce 2020 mělo 66 427 obyvatel, z toho téměř polovinu tvořili studenti. Ames je největší město v okrese Story, ale okresním městem je Nevada (Iowa), která leží 13 km východně od Ames.
Ames je domovem Iowa State University, kliniky a výzkumných institucí v zemědělství, strojírenství a veterinářství.

## Historie
Město bylo původně jen železniční zastávkou na trase Cedar Rapids – Missouri, na které je roku 1864 založili místní obyvatelka Cynthia Olive Duffová, rozená Kelloggová, a železniční podnikatel John Insley Blair poblíž místa, které bylo považováno za vhodné pro železniční přejezd přes řeku Skunk a potok Ioway Creek. Prvním starostou se stal William West (1821–1919) v roce 1870. Se svou ženou Harriet provozoval v Ames v letech 1869–1892 první hotel, známý jako West House, na Douglas Avenue, v místě dnešního Octagon Center for the Arts. Město bylo pojmenováno po senátorovi Oakesi Amesovi z Massachusetts. 

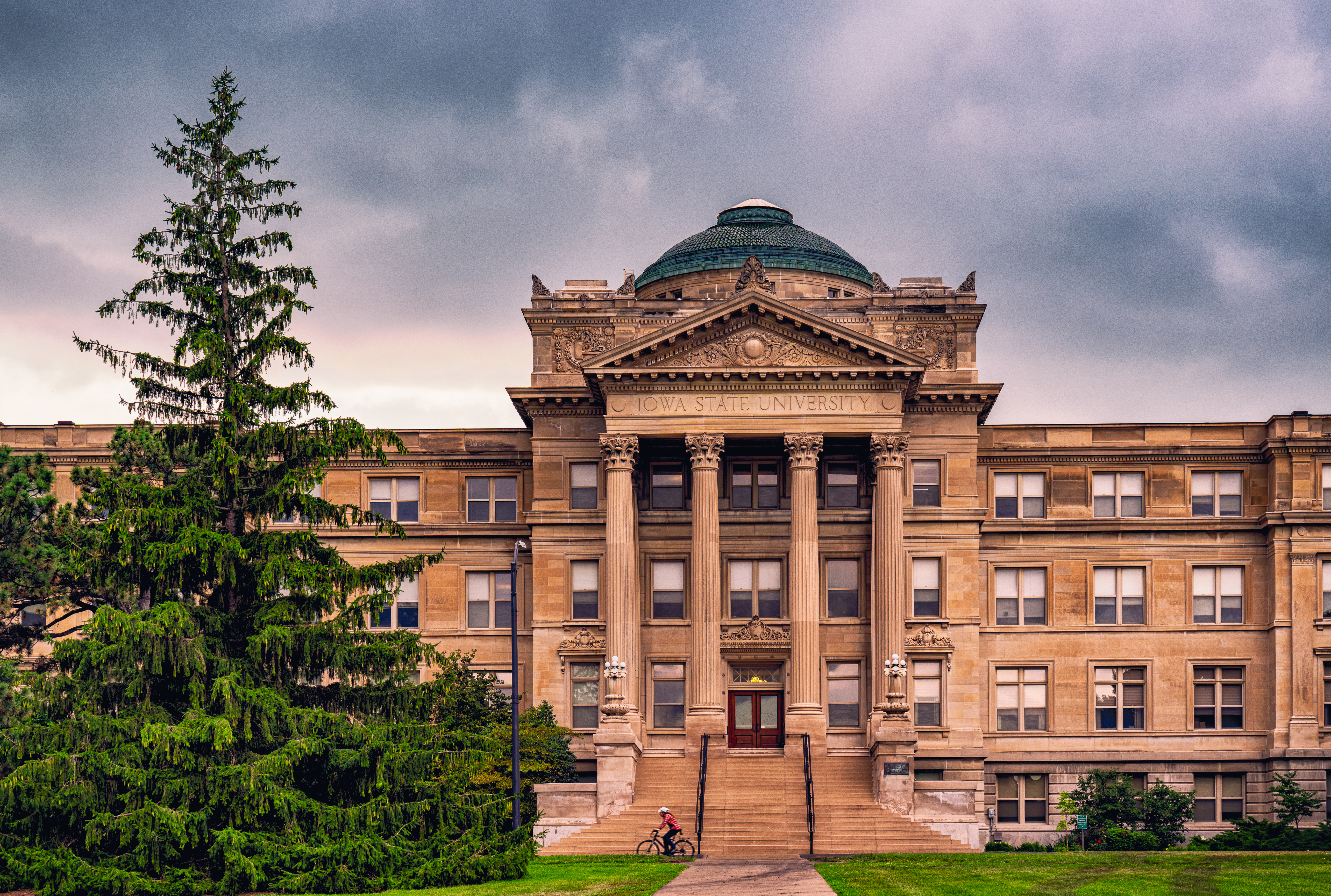
Univerzitní budova a její Beardshear Hall z roku 1906

## Geografie
Město má rozlohu 55,9 km², z toho 55,9 km² je souš a 0,1 km² (0,09 %) je voda. Ames leží na dálnici Interstate 35, USA Route 30 & USA Route 69. Městem protékají dvě malé řeky: Skunk a Squaw Creek.

### Podnebí
Ames má vlhké kontinentální klima a leží v mírném pásu.

## Demografie
Při sčítání v roku 2000 bylo zjištěno 50,731 lidí, 18,085 domácností a 8970 rodin, které bydlí v Ames. Hustota obyvatel byla 908.1 ob./km ². Rasové složení města bylo 87,34 % bělochů, 7,70 % Asiatů 2,65 % Afroameričanů. 0,04 % indiánů, 0,76 % tichomořských ostrovanů a ostatních ras a 1,36 % dva nebo více ras. Hispánců jakékoli rasy bylo 1,98 % populace. Ve městě bylo 14,6 % mladších 18 let, 40 % 18 až 24 let, 23,7 % 25 až 44 let, 13,9 % 45 až 64 let, a 7,7 % 65 let a starší. Průměrný věk 24 let. Na každých 100 žen připadalo 109,3 mužů.

## Politika
Iowa je první stát, kde se volí prezident, takže je místem mnoha politických vystoupení, diskusí a akcí. V posledních letech se mírně kloní k Demokratické straně.

## Doprava
Město je obsluhováno dálnicemi 30 a 69 a Interstate 35. Ames má malé letiště 1,6 km na jihovýchod od města. Letiště má dvě ranveje – 01/19 a 13/31.
Město Ames také má městskou hromadnou dopravu rozšířenou po celém městě, s názvem CyRide, která je financována společně Iowa State University a městem Ames. Náklady jsou hrazené prostřednictvím tohoto financování a jízdné je zdarma pro studenty a mládež.

## Ekonomika
Hlavními zaměstnavateli jsou univerzita, její výzkumná centra a McFarlandova klinika, které dohromady zaměstnávají kolem 33 procent obyvatel. Dále je sídlem Národního centra pro choroby zvířat, laboratoří Ministerstva energetiky a hlavních kanceláří Iowského ministerstva dopravy. Státní instituce jsou největšími zaměstnavateli. K dalším patří průmyslové podniky Sauer-Danfoss na výrobu hydrauliky, Barilla Group produkuje těstoviny a Ball Corporation je výrobce konzerv a plastových lahví.

## Kultura a umění
- The Ames History Museum, založeno 1980, je v něm zachována historická budova školy[3]
- Carnegie Library veřejná knihovna
- The Octagon Center for the Arts centrum umění, osmiboká budova s galeriemi, školou, ateliéry a obchody s uměním. Každoročně pořádá pouliční trh umění a festival umění s výstavou  uměleckořemeslných oborů Clay, Fiber, Paper, Glass, Metal, Wood.[4]

## Univerzita
Iowa State University patří k nejstarším univerzitám v severní Americe a je členem představenstva prestižní Americké asociace univerzit. Její předchůdkyně byla údajně založena již v roce 1858 jako Iowa State College. Administrativní budova univerzity s aulou Beardshear Hall  byla postavena v novoklasicistním stylu roku 1906.
- Kampus zahrnuje Schiletter University Village, vesničku na severu města, která sousedí s univerzitními budovami. Kromě studentských kolejí a bytů jsou v ní noční kina, restaurace a další zařízení. Součástí kampusu jsou dvě desítky historických budov, například ocelová věž vodárny Marston Water Tower z roku 1897, rekonstruovaná roku 1997.

## Osobnosti
- John Vincent Atanasoff (1903–1995), americký fyzik a vynálezce digitálního počítače, působil na zdejší univerzitě
- Robert Crumb (* 1943), karikaturista a folkový hudebník, zdejší rodák
- Laurel Clark (1961–2003), americká astronautka, původně lékařka, narodila se zde, zahynula při misi STS-107